# فرد گرینهام
فرد گرینهام (انگلیسی: Fred Grinham; ۲۲ نوامبر ۱۸۸۱ – ۱۹ مارس ۱۹۷۲) دوچرخه‌سوار اهل ایالات متحده آمریکا بود. وی در بازی‌های المپیک تابستانی ۱۹۰۴ شرکت کرده است.